# جي (سلالة شيا)

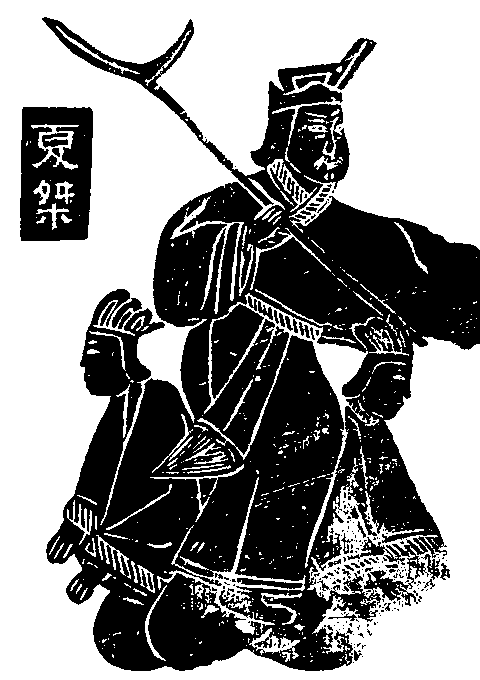
رسم تخيلي للملك جي

الملك جي ( (بالصينية: 桀)؛ تقليديا 1728-1675 قبل الميلاد) كان الحاكم السابع عشر والأخير لسلالة شيا في الصين . يُنظر إليه تقليديًا على أنه طاغية وظالم تسبب في انهيار سلالة. 
هُزم جي في العام 1600 قبل الميلاد على يد تانغ شانج ، مما وضع نهاية لسلالة شيا التي استمرت حوالي 500 عام، وأدى ذلك لصعود أسرة شانغ الجديدة. 